# روبرت أندرسون (كرة الماء)
روبرت أندرسون (بالسويدية: Robert Andersson)‏ (18 أكتوبر 1886 – 2 مارس 1972) كان غطاس، وسباح، من السويد، مثّل بلاده في الألعاب الأولمبية الصيفية 1920، والألعاب الأولمبية الصيفية 1912، والألعاب الأولمبية الصيفية 1908.

## وصلات خارجية
- روبرت أندرسون على موقع اللجنة الأولمبية الدولية (الإنجليزية)
- روبرت أندرسون على موقع أوليمبيديا (الإنجليزية)
- روبرت أندرسون على موقع اللجنة الأولمبية السويدية (السويدية)